# A-League Women 2024-25
La A-League Women 2025 conocida por motivos de patrocinio como Ninja A-League fue la 17.ª edición de la A-League Women, la máxima categoría del fútbol femenino en Australia. Participan 12 equipos en 22 jornadas y una fase final de eliminatorias a la que clasifican los 2 primeros equipos de la temporada regular, y 2 equipos mediante Playoff.
Melbourne City fue campeón del torneo regular de forma invicta y se clasificó para la AFC Champions League.
Central Coast Mariners se consagro campeón tras vencer en la final al Melbourne Victory, por primera vez en la competición una final se definió en los penaltis

## Clubes
| Equipo                   | Ciudad             | Estadio                                                                 | Capacidad          |
| ------------------------ | ------------------ | ----------------------------------------------------------------------- | ------------------ |
| Adelaide United          | Adelaida           | Marden Sports Complex Coopers Stadium ServiceFM Stadium                 | 6.000 16.500 7.000 |
| Brisbane Roar            | Brisbane           | Perry Park                                                              | 5.000              |
| Canberra United FC       | Canberra           | McKellar Park                                                           | 3.500              |
| Central Coast Mariners   | Gosford woy woy    | Industree Group Stadium Woy Woy Oval                                    | 20.059 1.500       |
| Melbourne City           | Melbourne          | AAMI Park City Football Academy                                         | 30.050 9.000       |
| Melbourne Victory        | Melbourne          | AAMI Park Latrobe City Stadium                                          | 30.050 3.000       |
| Newcastle Jets           | Newcastle Maitland | No.2 Sportsground McDonald Jones Stadium Maitland Regional Sportsground | 5.000 33.000 8.500 |
| Perth Glory              | Perth              | Perth Rectangular Stadium Sam Kerr Football Center                      | 20.500 2.500       |
| Sydney FC                | Sídney             | Leichhardt Oval Allianz Stadium                                         | 20.000 42.500      |
| Western Sydney Wanderers | Sídney             | Western Sydney Stadium Wanderers Football Park                          | 30.000 1.000       |
| Wellington Phoenix       | Porirua            | Jerry Collins Stadium                                                   | 1,900              |
| Western United           | Tarneit            | Ironbark Fields                                                         | 5,000              |

## Temporada regular
| Pos | Equipo                     | Pts | PJ | G  | E | P  | GF | GC | DIF | Clasificación          |
| --- | -------------------------- | --- | -- | -- | - | -- | -- | -- | --- | ---------------------- |
| 1   | Melbourne City (T)         | 55  | 23 | 16 | 7 | 0  | 56 | 22 | 34  | Semifinales del torneo |
| 2   | Melbourne Victory          | 53  | 23 | 16 | 5 | 2  | 42 | 21 | 21  | Semifinales del torneo |
| 3   | Adelaide United            | 45  | 23 | 14 | 3 | 6  | 44 | 30 | 14  |                        |
| 4   | Central Coast Mariners (C) | 34  | 23 | 9  | 7 | 7  | 31 | 25 | 6   |                        |
| 5   | Canberra United            | 33  | 23 | 9  | 6 | 8  | 28 | 31 | −3  |                        |
| 6   | Western United             | 33  | 23 | 9  | 6 | 8  | 39 | 46 | −7  |                        |
| 7   | Brisbane Roar              | 26  | 23 | 8  | 2 | 13 | 46 | 42 | 4   |                        |
| 8   | Sydney FC                  | 25  | 23 | 7  | 4 | 12 | 23 | 29 | −6  |                        |
| 9   | Wellington Phoenix         | 24  | 23 | 7  | 3 | 13 | 25 | 30 | −5  |                        |
| 10  | Perth Glory                | 22  | 23 | 6  | 4 | 13 | 27 | 43 | −16 |                        |
| 11  | Newcastle Jets             | 20  | 23 | 5  | 5 | 13 | 29 | 53 | −24 |                        |
| 12  | Western Sydney Wanderers   | 16  | 23 | 4  | 4 | 15 | 28 | 46 | −18 |                        |

Fuente: A-Leagues
(T) Campeón del torneo regular (Clasificado a liga de Campeones de la AFC)
(C) Campeón de la temporada

## Playoffs
Los equipos ubicados entre el 3.º y 6.º puesto se enfrentaban entre sí a partido único, los vencedores avanzaron a la semifinal del torneo.
| Ronda   | Equipo 1               | Resultado | Equipo 2        |
| ------- | ---------------------- | --------- | --------------- |
| Playoff | Adelaide United        | 2-1       | Western United  |
| Playoff | Central Coast Mariners | 2-1       | Canberra United |

## Eliminatorias
Los 2 equipos que más puntos hicieron en la temporada regular se enfrentaron a los 2 equipos que habían clasificado mediante los playoffs por eliminatoria a partidos de ida y vuelta, exceptuando la final que era a partido único.
| Ronda       | Equipo 1               | Resultado   | Equipo 2               |
| ----------- | ---------------------- | ----------- | ---------------------- |
| Semifinales | Melbourne City         | 2-3         | Central Coast Mariners |
| Semifinales | Melbourne Victory      | 6-2         | Adelaide United        |
| Gran Final  | Central Coast Mariners | 1-1 (5 - 4) | Melbourne Victory      |

Central Coast Mariners ganó 5 a 4 en los penales a Melbourne Victory.
| Campeón                |
| Central Coast Mariners |
| 1.° título             |